# Elektrokalorischer Effekt
Der elektrokalorische Effekt beschreibt die Eigenschaft bestimmter elektrokalorischer Materialien, auf Änderung der elektrischen Feldstärke im Material durch Abkühlung oder Erwärmung zu reagieren. Die Ursache ist auf Strukturebene nicht im Detail bekannt. Vermutlich ändert sich die Kristallstruktur: indem polare Moleküle sich in Feldrichtung ordnen (Entropie-Abnahme) und das Material erwärmen bzw. beim Abschalten des Feldes in den ungeordneten Zustand zurückfallen (Entropie-Zunahme) und das Material abkühlen. Der Effekt lässt sich erklären, wenn man annimmt, dass sich die Entropie der durch das E.-Feld ausgerichteten oder verlagerten Ladungen verringert und wegen der bei adiabatischem Wechsel konstanten Gesamt-Entropie durch verstärkte Gitterschwingungen kompensiert werden muss. Daraus folgt eine höhere Temperatur. Nach der Entladung ist hingegen eine Abkühlung zu verzeichnen.
Die Umkehrung des Effekts, d. h. die Erzeugung einer Spannungsänderung durch Änderung der Temperatur, ist der in der Sensorik wichtige pyroelektrische Effekt.
Die Besonderheit beim elektrokalorischen Effekt ist, dass – im Gegensatz zum Peltier-Effekt – eine Kühlung unabhängig von der Höhe des Stromes möglich ist. Die Ladung und Entladung der Dielektrika erfordert zwar einen Strom. Dieser hat jedoch den Charakter eines Wechselstromes mit hohem Blindstrom-Anteil und kann daher weitgehend zurückgewonnen werden, soweit er nicht nach dem Laden als Wärmeenergie zur Verfügung steht. Die Temperaturdifferenz muss nicht entgegen einer in einem Werkstoff stattfindenden Wärmeleitung aufgebracht werden.
Ein Wärmetransport ist mit diesem Effekt nur dadurch möglich, dass die Ableitung bzw. Zuführung von Wärmeenergie mit dem Lade-/Entladezyklus synchron verläuft. Das kann zum Beispiel durch Flüssigkeiten geschehen, die jeweils immer dann herangeführt werden, wenn die Wärmeenergie abgegeben beziehungsweise aufgenommen werden kann.
Der Effekt ist seit den 1950er-Jahren bekannt und konnte seitdem in der Forschung erheblich verbessert werden. Eine technische Umsetzung scheiterte lange Zeit an der geringen praktisch erreichten Effizienz. Ähnlich dem Peltier-Effekt könnte eine technologische Anwendung im Kühlen elektronischer Bauteile oder in portablen Kleinanwendungen liegen. Insbesondere werden auch Chancen diskutiert, damit ohne Kältemittel effektiv zu kühlen.
Elektrokalorische Materialien sind z. B. ferroelektrische Metalloxidverbindungen wie Blei-Zirkonat-Titanat (PbZr0.95Ti0.05O3, kurz: „PZT“). Im Temperaturoptimum bei 220 °C (in der Nähe der Curietemperatur) konnte damit 2006 eine Temperaturdifferenz von 12 K erzielt werden – diese sank jedoch bei 100 °C auf nur noch 2 K.
2017 wurde an der University of California eine Konstruktion vorgestellt, bei der eine alternierend mit einem elektrischen Feld beaufschlagte elektrokalorische Polymerfolie synchron dazu mittels elektrostatischer Kräfte zwischen der Wärmequelle und der Wärmesenke bewegt wird.
Ein 2019 gestartetes Projekt möchte binnen vier Jahren Forschung und Entwicklung eine Wärmeleistung von 100 Watt bei einer Temperaturdifferenz von 30 K erreichen. Daran ist erkennbar, dass der Effekt hinsichtlich praktischer Anwendung noch weit hinter etablierten Verfahren (Kältemaschine, Peltierkühler) zurückliegt.